# Trophy
Trofeo (del idioma inglés Trophy) e igualmente conocido como ASPRO-A (מעיל רוח) es un Sistema de Protección Activa (Active Protection System – APS) diseñado para complementar el sistema defensivo de los vehículos de combate con blindaje ligero y pesado, creando una barrera que intercepta y destruye misiles/granadas propulsadas con una onda de choque. El diseño incluye al radar de control de tiro Elta EL/M-2133 en las bandas F/G con cuatro antenas de paneles planos montadas en el vehículo, con un campo de 360° de visión.

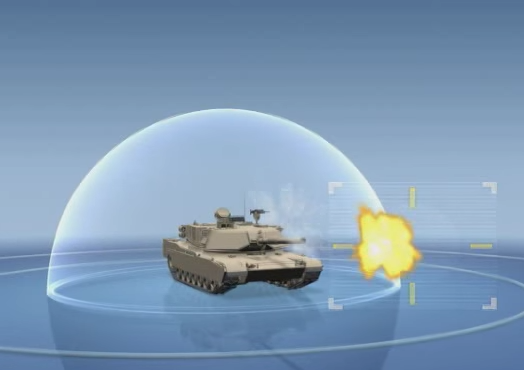
Demostración de la destrucción de un misil por el sistema Trophy en un tanque estadounidense M1 Abrams.

Trofeo es el resultado de diez años de investigación conjunta entre la empresa Sistemas Avanzados de Defensa Rafael y el grupo Sistemas ELTA de las Industrias Aeronáuticas de Israel.